# Propagacja fal radiowych
Propagacja fal radiowych – rozprzestrzenianie się fal radiowych zależne zarówno od właściwości samych fal (np. częstotliwości, polaryzacji), jak i warunków panujących w środowisku, w którym fale te się rozchodzą.
Nazwa propagacja pochodzi od francuskiego i angielskiego słowa propagation, oznaczającego rozchodzenie się (rozprzestrzenianie się) między innymi fal radiowych. Zawiera ona w sobie coś więcej niż jej najbardziej zbliżony odpowiednik w języku polskim, gdyż obejmuje też czynniki niezależne – w sferze rozchodzenia się fal radiowych – od woli człowieka. W tym rozumieniu prognozy propagacyjne oznaczają przewidywane, obiektywne warunki rozchodzenia się fal radiowych.

## Rozchodzenie się fal radiowych w zależności od wpływu środowiska
W zależności od decydującego wpływu środowiska na sposoby rozchodzenia się fal radiowych rozróżnia się następujące ich rodzaje:

### Fala w wolnej przestrzeni
Pojęciem wolnej przestrzeni określa się idealną próżnię, w której fale radiowe rozchodzą się w sposób całkowicie swobodny. Przykładem takiej wolnej przestrzeni jest przestrzeń kosmiczna.
Falą w wolnej przestrzeni jest fala biegnąca w linii w zasięgu wzroku, jest to bezpośrednie rozchodzenie się fal radiowych między antenami, widocznymi dla siebie. Jest to najczęściej występujący tryb propagacji fal radiowych w zakresie VHF i częstotliwości wyższych. Przykładem jest propagacja między satelitą a anteną naziemną lub odbiór sygnałów telewizyjnych z lokalnego nadajnika telewizyjnego.
Przy założeniu, że ośrodek nie wprowadza żadnego tłumienia, fale rozchodzą się promieniście, bez strat energii. Wówczas gęstość mocy {\displaystyle \rho } w odległości {\displaystyle r} od izotropowego źródła energii o mocy promieniowania {\displaystyle P} wyraża się wzorem:
{\displaystyle \rho ={\frac {P}{4\pi r^{2}}},}
natomiast amplituda pola elektrycznego {\displaystyle E,} wytwarzanego przez to źródło, wynosi:
{\displaystyle E={\sqrt {\frac {60P}{r}}}.}

### Fala przyziemna
Rozchodzenie się fali przyziemnej w dużym stopniu zależy od parametrów elektrycznych powierzchniowych warstw Ziemi (od jej struktury, temperatury, wilgotności) oraz pokrycia terenowego (lasy, budynki itp.).
Fala przyziemna może rozchodzić się jako:
- fala przestrzenna (bezpośrednia lub odbita od powierzchni Ziemi), bądź jako
- fala powierzchniowa.

Fala powierzchniowa jest emitowana przez antenę nadawczą, umieszczoną na niewielkiej wysokości nad Ziemią, i rozchodzi się wzdłuż jej powierzchni.

### Fala troposferyczna
Falą troposferyczną nazywa się falę, która dociera do odbiornika dzięki refrakcji (załamaniu) w troposferze.
Rozchodzenie się fal radiowych w troposferze w dużym stopniu jest uzależnione od warunków meteorologicznych, które
wpływają na wielkość odchylenia fali od prostoliniowej propagacji w warstwie oraz poprzez tłumienie energii fal przez mgłę i opady atmosferyczne.

### Fala jonosferyczna
Falą jonosferyczną nazywa się falę, która dociera do odbiornika dzięki odbiciu od warstwy o określonej gęstości swobodnych elektronów w częściowo zjonizowanej jonosferze. Dotyczy to głównie propagacji fal krótkich. Podstawowym źródłem jonizacji zewnętrznej atmosfery ziemskiej jest promieniowanie Słońca, promieniowanie kosmiczne, być może nawet światło Księżyca (szczególnie w pełni), a na wysokości około 100 km – meteory.
Ponieważ głównym źródłem jonizacji atmosfery jest Słońce, dlatego w godzinach rannych i przedpołudniowych wzrasta proces jonizacji i zwiększa się gęstość elektronów. Oprócz zmian dobowych jonosfery występują jej zmiany sezonowe oraz długookresowe, związane z cykliczną zmiennością aktywności słonecznej.

## Rozchodzenie się fal radiowych w zależności od częstotliwości

### Rozchodzenie się fal długich
Fale długie obejmują zakres częstotliwości od 30 do 300 kHz (od 10 do 1 km) i rozchodzą się w postaci fali powierzchniowej na dość duże odległości. Jednakże już w odległości 1000 do 2000 km od nadajnika natężenie pola fali jonosferycznej przewyższa natężenie fali powierzchniowej. Warunki propagacyjne fal długich ulegają małym i powolnym zmianom w czasie, bardziej zmieniając się w okresach anomalnej jonizacji w niskiej jonosferze, rejestrowanej po rozbłyskach.

### Rozchodzenie się fal średnich
Fale średnie obejmują zakres częstotliwości od 300 kHz do 3 MHz (od 1000 do 100 m) i rozchodzą się w przestrzeni zarówno jako fale powierzchniowe, jak również jako fale jonosferyczne.
Odbiór tych fal jest zapewniony przez całą dobę na dość równym poziomie w zasięgu około 60–120 km (zależnie od długości fali i mocy nadajnika). Radiostacje bardziej odległe (300–1500 km) są odbierane tylko nocą dzięki falom odbitym od niższych warstw jonosfery. Odbiór fal odbitych ulega dość silnym wahaniom, zaś wzajemna interferencja fali przyziemnej i odbitej od jonosfery, powoduje powstanie zaników sygnału odbieranego, któremu towarzyszą silne zniekształcenia nieliniowe i liniowe. O zasięgu dziennym na falach średnich decydują fale powierzchniowe. Największy zasięg uzyskuje się nad morzem, a najmniejszy w terenie pagórkowatym oraz ponad obszarami o małej przewodności (piaski, nawierzchnie z piaskowca w obszarach zurbanizowanych).
W niekorzystnych przypadkach spowodowanych pracą innych, również odległych nadajników średniofalowych
na tej samej częstotliwości, odbiór jednej radiostacji jest zakłócany interferencjami (przesłuchami).
Szerokość pasma emisji może powodować również zdudnienia, zmieniające cyklicznie moc odbieranego sygnału.
Korzyści ze zwiększenia mocy nadajników są niewspółmierne w stosunku do nakładów. Niekiedy ośrodki nadawcze wyposażone w nadajniki o mocy kilkuset kW w wyniku zakłóceń interferencyjnych od innych stacji mogą być odbierane z dobrą jakością w promieniu zaledwie kilkudziesięciu kilometrów.

### Rozchodzenie się fal krótkich
Fale krótkie obejmują zakres częstotliwości od 3 do 30 MHz (od 100 do 10 m). Fale powierzchniowe tego zakresu zanikają już w odległości od kilku do kilkudziesięciu kilometrów. Odbiór fal krótkich odbywa się głównie z wykorzystaniem fal jonosferycznych.
Wśród wielu czynników decydujących o propagacji fal krótkich bardzo istotne są zmiany poziomu aktywności słonecznej, tworzące tzw. pogodę kosmiczną. Średnio co 11 lat na powierzchni Słońca, gdy obserwuje się wiele plam słonecznych, rejestrowane są rozbłyski słoneczne, które ograniczają zakres propagacji fali jonosferycznej.
W Polsce badaniem aktywności słonecznej zajmuje się Centrum Badań Kosmicznych PAN, które na swoich stronach internetowych podaje codziennie informacje dotyczące aktywności słonecznej (m.in. liczba Wolfa), a także miesięczne prognozy radiowe dla rejonu Polski oraz wybranych tras pomiędzy Warszawą i kilkoma stolicami na różnych kontynentach.
Minimalna wartość natężenia pola w odbiorniku konieczna do względnie dobrego odbioru fal krótkich powinna być rzędu 100 μV/m. Dopiero jednak wartość około 1 mV/m zapewnia dobry odbiór. Aby jednak odbiór miał wartość programową, natężenie pola sygnału użytecznego powinno być orientacyjnie 1000 razy (+30 dB) większe od natężenia pól zakłócających.

### Rozchodzenie się fal ultrakrótkich
Zakres fal ultrakrótkich obejmuje częstotliwości od 30 do 300 MHz (od 10 do 1 m). Fale te zwykle nie odbijają się od jonosfery. Fale ultrakrótkie dobrze przenikają np. przez mgłę i dym, ale także poprzez jonosferę umożliwiając, poza niektórymi etapami lotu, łączność z kosmonautami i statkami kosmicznymi. Wyjątkiem jest propagacja spowodowana pojawieniem się sporadycznej warstwy Es, dzięki której sygnał stacji radiowej można odebrać nawet od kilkuset do kilku tysięcy kilometrów od nadajnika.
Obszarem najlepszego odbioru fal ultrakrótkich jest zawsze obszar widzialności optycznej. Poza horyzontem optycznym natężenie pola elektromagnetycznego wytwarzanego przez nadajnik ultrakrótkofalowy szybko maleje.